# Cafova ulica, Maribor
Cafova ulica leži med Partizansko cesto in Razlagovo ulico v Mariboru. Leta 1919 je bila poimenovana Cafova, med vojno Hamerlingova, maja 1945 pa so ji vrnili prvotno ime je dobila po jezikoslovcu in duhovniku Oroslavu Cafu (1814–1874). 